# Till dig
Till dig är Sonja Aldéns debutalbum, utgivet den 25 april 2007. 
Albumet fick goda recensioner och har sålt guld.[källa behövs] Sonja Aldén har varit med och skrivit alla låtar utom en, "Det är inte regn som faller". Hon har skrivit "Hjälte utan mod", "Om du vill", "Vila tryggt", "Till en ängel" och "Du är allt" helt på egen hand.
Singlar från albumet är "För att du finns" samt "Här står jag".

## Låtlista
1. "Här står jag" - 3:25 (Text: Sonja Aldén,  musik: Bobby Ljunggren och Henrik Wikström)
2. "För att du finns" - 3:02 (Text: Sonja Aldén, musik: Bobby Ljunggren)
3. "Två dagar på en öde strand" - 4:36 (Text: Sonja Aldén, musik: Bobby Ljunggren och Henrik Wikström)
4. "Egen tid" - 3:30 (Text: Sonja Aldén, musik: Bobby Ljunggren och Henrik Wikström)
5. "Hjälte utan mod" - 3:27 (Text och musik: Sonja Aldén)
6. "Där kärleken bor" - 3:34 (Text: Sonja Aldén, musik: Bobby Ljunggren och Henrik Wikström)
7. "Om du vill" - 4:06 (Text och musik: Sonja Aldén)
8. "Det är inte regn som faller" - 3:37 (Text: Ingela "Pling" Forsman, musik: Bobby Ljunggren och Henrik Wikström)
9. "Skratt genom tårar" - 3:30 (Text: Sonja Aldén, musik: Sonja Aldén, Bobby Ljunggren och Henrik Wikström)
10. "Vila tryggt" - 2:47 (Text och musik: Sonja Aldén)
11. "Till en ängel" - 3:40 (Text och musik: Sonja Aldén)
12. "Du är allt" (duett med Shirley Clamp) - 3:25 (Text och musik: Sonja Aldén)
13. "För att du finns" (akustisk version) - 3:22 (Text: Sonja Aldén, musik: Bobby Ljunggren)

## Medverkande
- Sonja Aldén - Sång, kör och körarrangemang
- Ove Andersson - Bas
- Linnéa Deb - Kör
- Niclas Edberger - Keyboard
- Torbjörn Fall - Gitarr och trumprogrammering
- Johan Franzon - Trummor
- Martin Hedström - Gitarrer
- Jörgen Ingeström - Keyboards, flygel, gitarrer, programmering, kör- och stråkarrangemang
- Bobby Ljunggren - Programmering
- Henrik Nordenback - Trummor
- Bo Reimer - Programmering och körarrangemang
- Henrik Rongedal - Kör och körarrangemang
- Magnus Rongedal - Kör och körarrangemang
- Mats Wester - Nyckelharpa
- Henrik Wikström - Keyboard, programmering, kör och körarrangemang
- Hans Åkesson - Sopransaxofon

## Listplaceringar
| Lista (2007-2008) | Topplacering |
| ----------------- | ------------ |
| Sverige           | 2            |

### Fotnoter
1. ↑  Nunstedt, Anders (25 april 2007). ”Sonja Aldén - Till dig”. Expressen. https://www.expressen.se/noje/recensioner/musik/sonja-alden---till-dig/.  ”Melodifestivalens finaste röst”
2. ↑  "Ibland perfekt och gåshudsframkallande", Johan Rylander, GP 25 april 2007, ”Arkiverade kopian”. Arkiverad från originalet den 5 mars 2016. https://web.archive.org/web/20160305033539/http://www.gp.se/kulturnoje/recensioner/skivor/1.74387-sonja-alden. Läst 17 september 2014.
3. ↑  "Sonja träffar rakt in i själen", Sofia Göth, Örnsköldsviks Allehanda, https://web.archive.org/web/20070927234905/http://allehanda.se/avdelning/noje/5929
4. ↑  Listplacering